# بقا (ترانه میوز)
"بقا" (به انگلیسی: Survival) آهنگی از گروه آلترنتیو راک انگلیسی، میوز است که آهنگ رسمی بازی‌های المپیک تابستانی ۲۰۱۲ بود.